# Wojciech Gabriel
Wojciech Stanisław Gabriel (ur. 16 sierpnia 1919 w Olganowie, zm. 12 stycznia 2005 w Warszawie), profesor nauk rolniczych.
Syn doktora i obywatela ziemskiego Jerzego oraz Heleny córki Aleksandra Janasza. W 1948 ukończył studia w Szkole Głównej Gospodarstwa Wiejskiego. W latach 1939–1952 (z przerwą wojenną) pracował jako asystent w Stacji Hodowli Roślin A. Janasz i S-ka w Dańkowie, następnie był kierownikiem firmy nasiennej w Kutnie i dyrektorem oddziału Hodowli Buraka Cukrowego firmy A. Janasz i S-ka.
Od 1953 pracował w Zakładzie Ziemniaka Instytutu Uprawy, Nawożenia i Gleboznawstwa w Warszawie. Współtworzył Instytut Ziemniaka w Boninie i w latach 1966–1972 był jego pierwszym dyrektorem, następnie (do 1989) kierownikiem Zakładu Chorób Wirusowych i Nasiennictwa. Jednocześnie uzyskiwał kolejne stopnie i tytuły naukowe - doktorat (1960), habilitacja (1965), profesura nadzwyczajna (1974), profesura zwyczajna (1979). W 1989 przeszedł na emeryturę. Należał do Polskiego Towarzystwa Biometrycznego, Polskiego Towarzystwa Fitopatologicznego, Europejskiego Stowarzyszenia Badań nad Ziemniakiem (1975–1978 przewodniczący), był również członkiem PTTK. Wchodził w skład komitetów redakcyjnych "Biuletynu Instytutu Ziemniaka" i czasopisma "Ziemniak", a także Rady Naukowej Instytutu Ziemniaka oraz komitetów naukowych PAN - Komitetu Ochrony Roślin i Komitetu Uprawy i Hodowli Roślin.
Specjalizował się w chorobach wirusowych i nasiennictwie ziemniaka. Brał udział w wyhodowaniu wielu nowych odmian ziemniaka, opublikował ponad 100 prac naukowych, m.in.:
- Nasiennictwo ziemniaka (1967)
- Ziemniak (redaktor naukowy, 1974)
- Biologia ziemniaka (redaktor naukowy, 1985)
- Epidemiologia chorób wirusowych ziemniaka (1989)

Laureat m.in. Nagrody Wydziału Nauk Rolniczych i Leśnych PAN (1960, 1983), odznaczony Krzyżem Kawalerskim Orderu Odrodzenia Polski i Złotym Krzyżem Zasługi.